# Calymperes hyophilaceum
Calymperes hyophilaceum là một loài rêu trong họ Calymperaceae. Loài này được Müll. Hal. ex Besch. mô tả khoa học đầu tiên năm 1896.